# Die grünen Teufel von Monte Cassino
Die grünen Teufel von Monte Cassino ist ein deutscher Kriegsfilm des Regisseurs Harald Reinl aus dem Jahr 1958.

## Handlung
Die 1. Fallschirmjäger-Division wird über Avignon abgesetzt. Einige Soldaten verletzen sich beim Absprung, darunter auch der Oberjäger Karl Christiansen. Er ist früher Fähnrich gewesen und wurde degradiert, als er sich weigerte, einen feindlichen Soldaten zu exekutieren. Im Lazarett verarztet ihn Schwester Inge, und beide verlieben sich ineinander. Auch Oberleutnant Reiter hat ein Auge auf Inge geworfen. Inge und die Soldaten trennen sich, als die Division überraschend nach Cassino verlegt wird. Hier soll sie helfen, den alliierten Angriff abzuwehren. Zudem soll die Stellung so lange wie möglich gehalten werden. Das Kloster Montecassino soll jedoch von jeglichen Kampfhandlungen verschont werden. Die italienischen Einwohner der Stadt suchen im Kloster Schutz, und Inge, die inzwischen auch nach Cassino versetzt wurde, versorgt die Menschen medizinisch. Dabei wird sie von der Italienerin Gina als Deutsche beschimpft. Pater Emmanuel beruhigt die Gemüter und zeigt Inge wenig später die Kunstschätze, die zur Sicherheit aus Museen ins Kloster gebracht wurden. Inge berichtet Oberstleutnant Schlegel von den Kunstwerken, und der ist entsetzt, weil er die Kunstwerke im Kloster für nicht sicher hält. Eigentlich dürfte Schlegel aus gesundheitlichen Gründen nach Hause fahren, doch er entscheidet sich, an der Front zu bleiben. Er will die Kunstschätze in den Vatikan bringen lassen und so retten.
Es gelingt ihm, den Erzabt von der Notwendigkeit des Abtransports der Kunstwerke zu überzeugen. Heimlich zweigt er LKWs zum Transport der Schätze ab, die eigentlich im Kriegsgeschehen gebraucht werden. Auch Soldaten zieht er von der Verteidigung der Stellung ab, damit sie beim Kunsttransport behilflich sein können. Bald erfahren die Alliierten vom Treiben und geben im Radio durch, dass die Deutschen das Kloster Montecassino plündern. Die Partisanen gehen nun in Stellung, und Schlegels Vorgesetzter General Heidenreich lässt Schlegel zu sich kommen. Auf dessen Handeln steht eigentlich die Todesstrafe, doch kann Schlegel Heidenreich von der Notwendigkeit seines Tuns überzeugen. Mehr Männer und LKWs werden zur Rettung der Kunstwerke abgestellt. Reiter hat im Lazarett Inge wiedergesehen, jedoch erkannt, dass sie nur Karl liebt. Er teilt Karl daher als einen von fünf Männern ein, die den gefährlichen Transport der Kunstschätze begleiten sollen. Auch Inge nimmt am Transport teil, da sie im Vatikan Medikamentennachschub für das Lazarett beschaffen soll. Im LKW treffen sich Inge und Karl wieder.
In der Nacht hat Reiter in seinem Schlafzimmer die junge Gina überrascht. Das von den Deutschen beschlagnahmte Haus gehörte früher ihr. Im Auftrag der Partisanen soll sie aus ihrem Schlafzimmer ein Gewehr holen. Als Reiter sie beim Einsteigen ins Zimmer überrascht, greift sie nach einer Kaffeemühle, doch bleibt Reiter misstrauisch. Gina verführt ihn. Am Morgen jedoch durchsucht Reiter den Schrank, aus dem Gina die Kaffeemühle genommen hatte, und findet darin das Gewehr. Sofort alarmiert er seine Männer, und sie kommen gerade rechtzeitig, um den Angriff der Partisanen auf den Kunsttransport zu vereiteln. Dennoch sterben zwei von Reiters Männern. Der Italiener Fausto, ein Freund Ginas, wird gefangen genommen, und Karl soll ihn erschießen. Er täuscht die Erschießung jedoch nur vor und lässt ihn stattdessen laufen. Nur dadurch erreicht der Zug mit den letzten Kunstschätzen schließlich unbeschadet den Vatikan.
Wenig später, am 15. Februar 1944, wird das Kloster Montecassino bei Bombenangriffen zerstört. Inge und Karl kommen kurze Zeit später mit Reiter und seinen Männern zum Kloster, um die Verwundeten zu versorgen und die Stellung zu halten. Als Reiter zum Kommandeur eines entfernt liegenden Bataillons ernannt wird und zu diesem gelangen will, wird er von amerikanischen Soldaten erschossen. Der Kampf um das Kloster geht weiter. Ein Gräberfeld zeigt am Ende die Verluste auf beiden Seiten. Inge und Karl haben den Krieg überlebt und gehen durch die Grabreihen. Das Kloster Monte Cassino jedoch wurde wiedererrichtet.

## Produktion

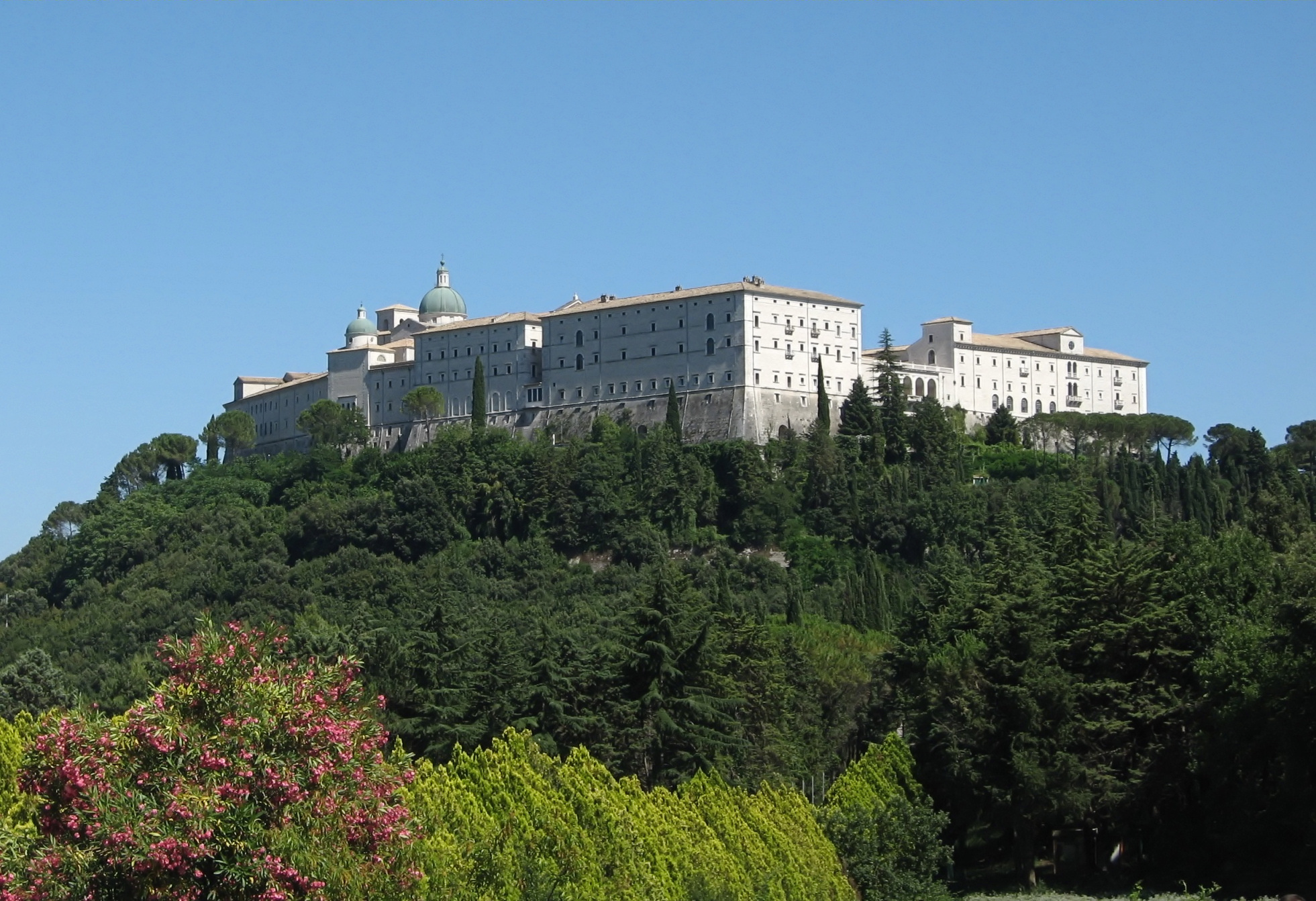
Das Kloster Monte Cassino

Die grünen Teufel von Monte Cassino sollte zunächst unter der Regie von Fernando Cerchio in deutsch-italienischer Koproduktion entstehen. Die italienische Filmproduktionsfirma Transmonde zog sich jedoch unter anderem aus Gründen des Filminhalts vom Projekt zurück. Das Projekt wurde zunächst dem Regisseur Veit Harlan angeboten, der mit dem Thema jedoch unvertraut war und ablehnte. Als neuer Regisseur wurde schließlich Harald Reinl ausgewählt, der 1955 mit Solange du lebst seinen ersten Kriegsfilm gedreht hatte. Statt Felix Lützkendorf verfasste nun Michael Graf Soltikow unter Mitarbeit von J. Joachim Bartsch das Drehbuch, das auf eine Idee von Kinobetreiber Albert Armin Lerche zurückging.

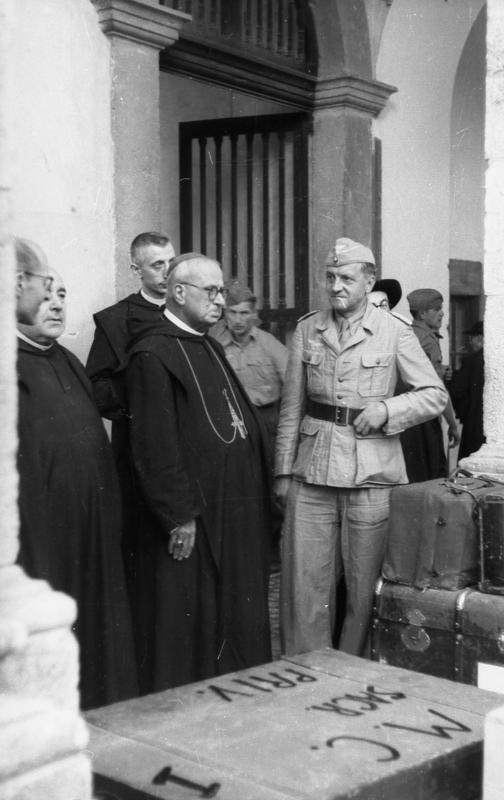
Julius Schlegel und Erzabt Gregorio Vito Diamare bei der Verladung der Kunstschätze

Lerche hatte als Fallschirmjäger an der Schlacht von Monte Cassino teilgenommen. Die dem Film zugrundeliegende Geschichte, in der die Kunstschätze des Klosters Montecassino durch einen Soldaten der Wehrmacht gerettet werden, beruht auf einer wahren Begebenheit: Auf Julius Schlegels Initiative hin wurden im Zweiten Weltkrieg die Kunstschätze des Klosters per Armeelastwagen in die Engelsburg nach Rom evakuiert und so gerettet. Schlegel wird im Film von Ewald Balser dargestellt, das Geschehen selbst wird nur teilweise historisch korrekt wiedergegeben.
Die Dreharbeiten für den Film begannen am 25. November 1957 in Avignon und setzten sich an weiteren Originalschauplätzen fort. Julius Schlegel begleitete zum Teil die Dreharbeiten vor Ort. Da Dreharbeiten auf dem Montecassino nicht möglich waren, wurden die Innenszenen in den Regensburger Klöstern St. Jakob und St. Emmeram gedreht. Weitere Außenaufnahmen entstanden in der Fröttmaninger Heide. Anfang Februar 1958 waren die Dreharbeiten beendet. Neben zeitgenössischen Aufnahmen enthält der Film auch zahlreiche Originalaufnahmen aus dem Zweiten Weltkrieg, darunter Bilder der Bombardierung des Klosters. Der Film erlebte am 23. April 1958 im Stuttgarter Universum seine Premiere.

## Kritik
Die zeitgenössische Kritik stellte fest, dass der Film von der Idee her zwar anerkennenswert sei, wie viele Kriegsfilme der Zeit jedoch „unter einem sehr zweifelhaften Stern“ stehe, so lasse das Drehbuch die Geschichte zu einer „geschickt konstruierten Liebes- und Kriegskolportage“ werden – „ein sehr oberflächliches Unterfangen, das jede echte Auseinandersetzung vermeidet“.
Die Figur des Oberstleutnants Schlegel verkomme „zu einer sterilen Figur“ und diene als „Lichtgestalt“ des Films vor allem der Rehabilitation deutscher Soldaten. Auch Cinema kritisierte diese Herangehensweise: „Heldenepos mit peinlicher Oberflächlichkeit und historischen Ungenauigkeiten“.
Für den film-dienst war Die grünen Teufel von Monte Cassino „ein Kriegsfilm, der sich um einen gewissen Ernst bemüht, jedoch durch seine peinliche Oberflächlichkeit und historische Ungenauigkeiten verharmlosend wirkt; eine vornehmlich auf Publikumswirkung bedachte bedenkliche Mischung aus Abenteuer und Heldenepos.“

## Trivia
- Ein Standfoto oder eine Abbildung aus einer Film-Illustrierten der Produktion mit Fuchsberger und Wahl wurde als Titelbild für den Sonderband Nr. 16 der Soldatengeschichten aus aller Welt verwendet: Ferdinand Ludwig (d. i. Claus Katschinski): Monte Cassino. Die Hölle der "Grünen Teufel" (1959).